# Palashban
Palashban é uma vila no distrito de Barddhaman, no estado indiano de Bengala Ocidental.

## Demografia
Segundo o censo de 2001, Palashban tinha uma população de 4856 habitantes. Os indivíduos do sexo masculino constituem 53% da população e os do sexo feminino 47%. Palashban tem uma taxa de literacia de 75%, superior à média nacional de 59,5%: a literacia no sexo masculino é de 84% e no sexo feminino é de 66%. Em Palashban, 10% da população está abaixo dos 6 anos de idade.